# Площадь Свободы (Познань)

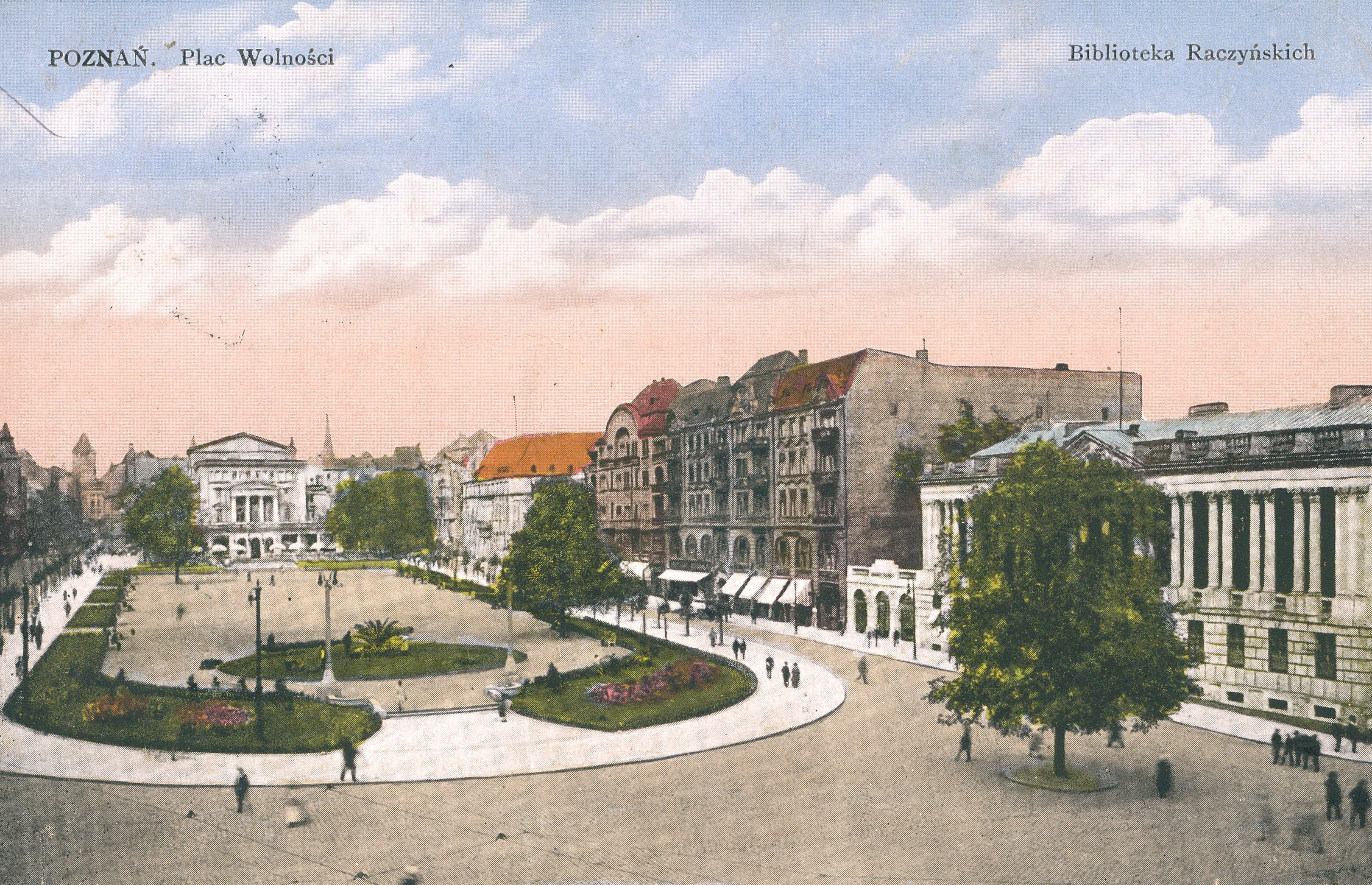
Площадь Свободы, 1938 год

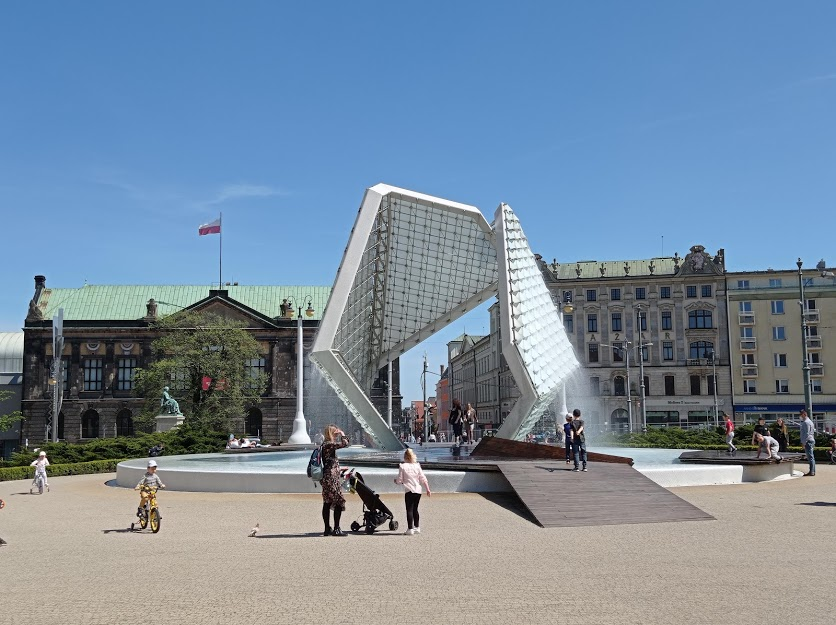
Фонтан Свободы на Площади Свободы (слева Национальный музей, справа отель "Базар")

Площадь Свободы (Познань) (польск. Plac Wolności) - историческая площадь в центре города Познань, спроектирована немецким архитектором Давидом Жилли в 1793-1794 годах. Площадь имеет форму прямоугольника размером 85 на 205 метров.

## Название
Изначально площадь носила название "Площадь Фридриха Вильгельма III". После Великопольского восстания (1918—1919) площадь была переименована в "Площадь Наполеона".
Современное название "Площадь Свободы" имеет символический характер. Площадь названа в честь восстановления Польшей независимости после 123 лет разделов Речи Посполитой.

## История

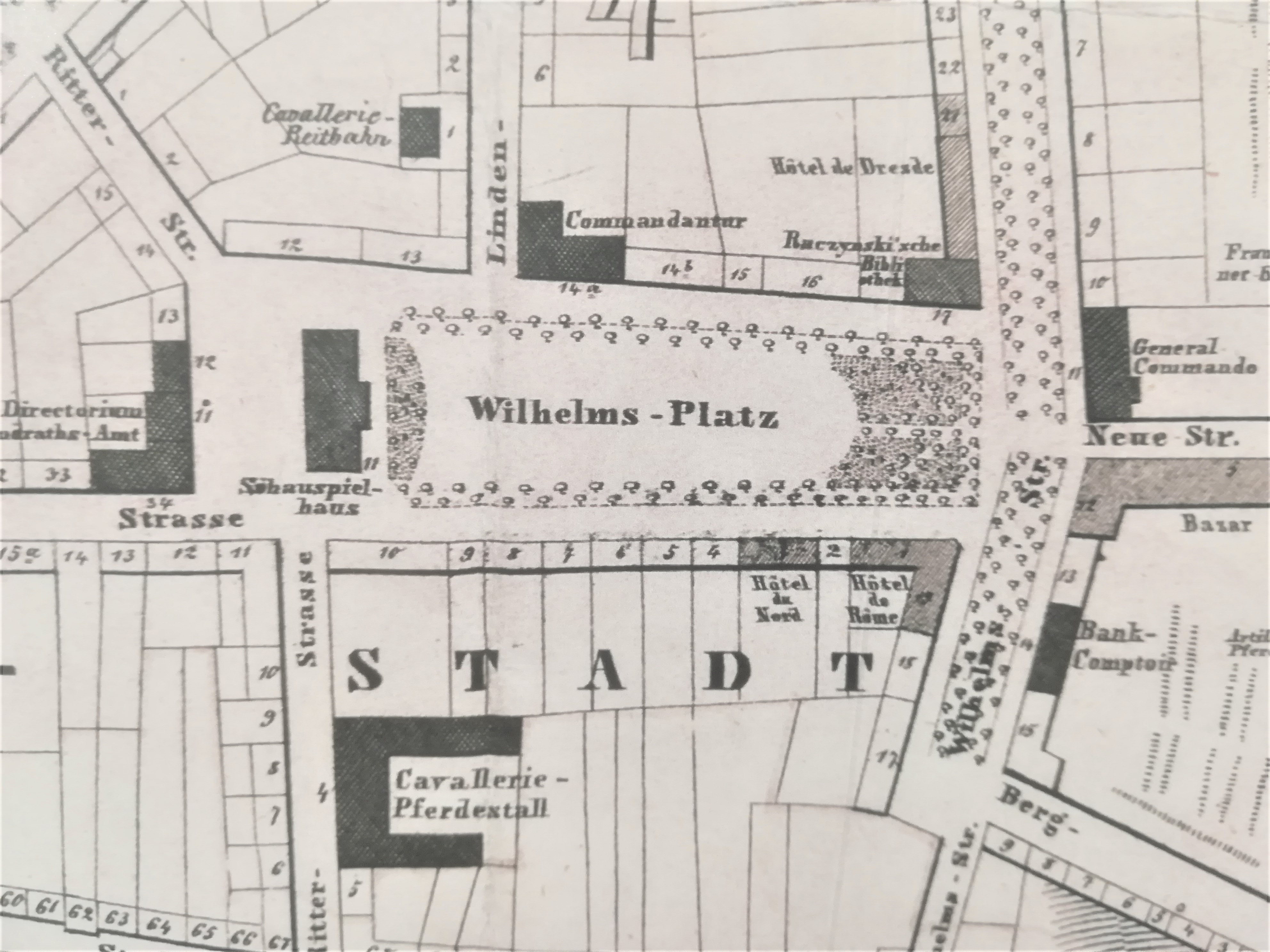
Площадь на карте с 1856 года

План площади был разработан Давидом Жилли в 1793–1794 годах. По его замыслу город должен был напоминать большой сад с множеством площадей, соединённых широкими проспектами. Площадь должна была стать центральной точкой всего района.
В 1866 году на площади, прусскими властями, был установлен монумент в виде льва на массивном постаменте в окружении четырёх прусских солдат, в память о прусско-австрийской войне 1866 года. Немецкое название памятника - Löwendenkmal. А также был установлен памятник прусскому генералфельдмаршалу Карлу Фридриху фон Штайнмецу.
27 декабря 1918 года на площади вспыхнуло Великопольское восстание.
26 января 1919 года солдаты Великой Польши вместе со своим командиром генералом Юзефом Довбором-Мусницким принесли торжественную присягу повиновения и верности Польскому государству. Об этом свидетельствует мемориальная доска на площади. В апреле того же года с площади были удалены два немецких памятника и площадь приобрела название "Площадь Свободы".
В 1923 году планировка площади была снова изменена. Старые деревья вырубили, оставив только два ряда более молодых, и установили электрические фонари. Места, где ранее стояли памятники, были превращены в клумбы.

## Фонтаны

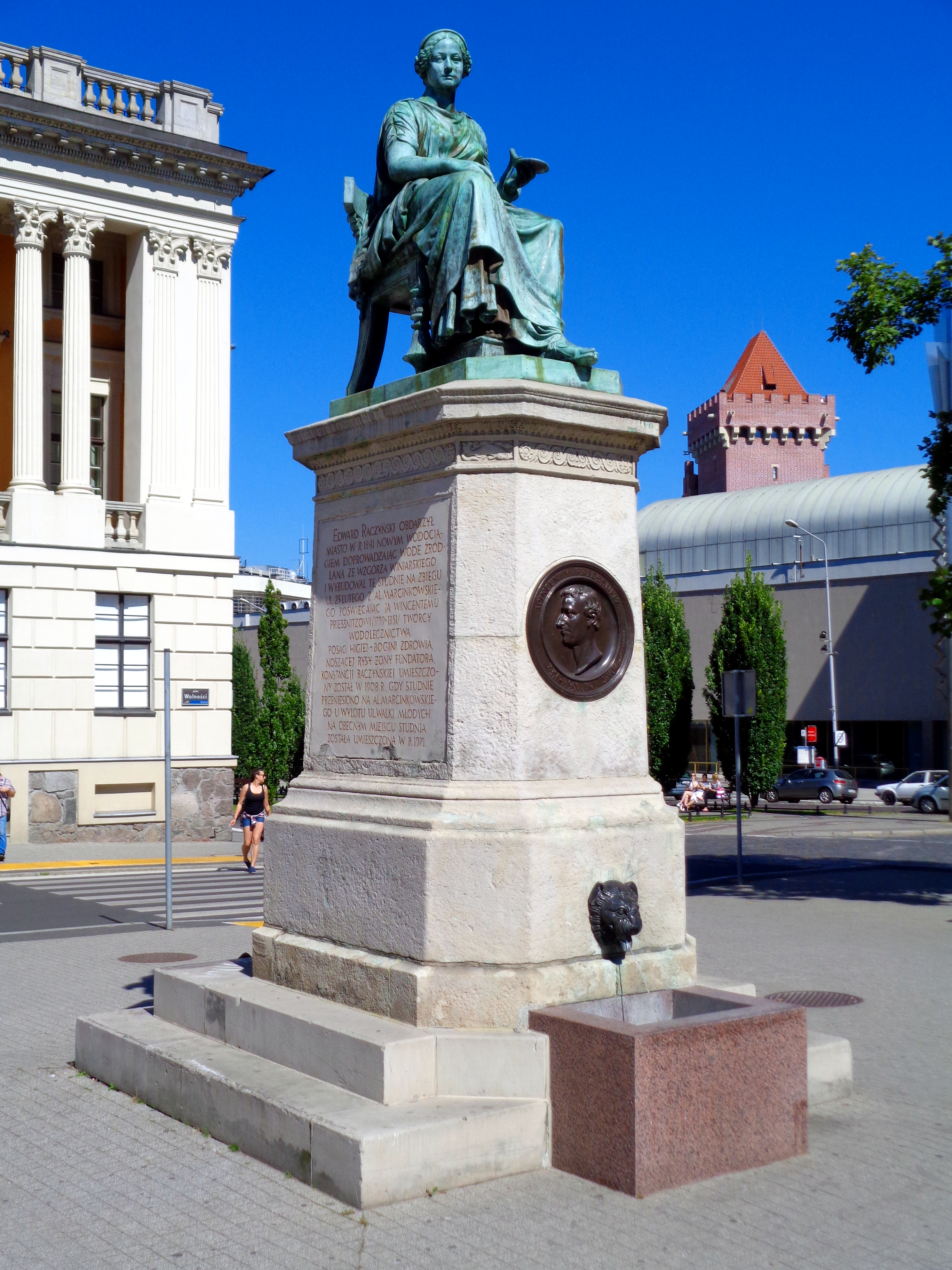
Фонтан Гигиеи

- Фонтан ГигиеиФонтан Гигиеи - установлен перед Библиотекой имени Рачинских. Основателем памятника был граф Эдвард Рачинский, который решил установить в 1908 году главный городской колодец на площади и украсить его скульптурой греческой богини здоровья Хигиеей[7].
- Фонтан Свободы - установлен в 2012 году, авторы проекта Агнешка Стохай и Рафал Новак. Высота фонтана 9 метров[8].

## Архитектурные памятники
К площади прилегает большое количество исторических зданий, принадлежащих к различным эпохам:
- Аркадия - здание в стиле неоклассицизма, построенное в 1802–1804 годах по проекту Давида Жилли, первоначально служило муниципальным театром с залом примерно на 800 мест. На сегодняшний день в здании Аркадии, на втором этаже находится "Театр восьмого дня". На первом этаже - книжный магазин "Empik" и городской культурно-информационный центр.
- Библиотека Рачинских - городская публичная библиотека, основана в 1829 году графом Едвардом Рачинским.
- Национальный музей - Познанский музей существует с 1857 года. С 1950 года он называется Национальным музеем. Это один из старейших, крупнейших и важнейших музеев Польши.
- Отель "Базар" - он был основан в 1838 году по инициативе Кароля Марцинковского.
- Торговый дом Haase & Co - здание было спроектировано в 1908 году архитектором из Берлина - Германом Рёде[9].